# Communauté de communes la Haute Savoureuse
La communauté de communes la Haute Savoureuse est une ancienne communauté de communes française, située dans le département du Territoire de Belfort et la région Bourgogne-Franche-Comté. Elle a fusionné le 1 janvier 2017 avec la communauté de communes du Pays Sous Vosgien pour former la communauté de communes des Vosges du Sud. 

## Historique
La communauté de communes est créée le 8 décembre 1994 par les communes de Giromagny et Lepuix. Son effectif double une première fois le 1er janvier 1998, avec l'adhésion de Rougegoutte et de Vescemont, puis à nouveau le 1er janvier 2000, date à laquelle adhèrent Auxelles-Bas, Auxelles-Haut, Chaux et Lachapelle-sous-Chaux.

## Composition
Cet EPCI regroupe 8 communes :
| Nom                   | Code Insee | Gentilé       | Superficie (km2) | Population (dernière pop. légale) | Densité (hab./km2) |
| --------------------- | ---------- | ------------- | ---------------- | --------------------------------- | ------------------ |
| Giromagny (siège)     | 90052      | Giromagniens  | 5,65             | 3 141 (2014)                      | 556                |
| Auxelles-Bas          | 90005      | Trissous      | 9,41             | 482 (2014)                        | 51                 |
| Auxelles-Haut         | 90006      | Quichelots    | 6,48             | 299 (2014)                        | 46                 |
| Chaux                 | 90023      | Chauxois      | 9,26             | 1 090 (2014)                      | 118                |
| Lachapelle-sous-Chaux | 90057      | Chapelottis   | 11,16            | 707 (2014)                        | 63                 |
| Lepuix                | 90065      | Motieux       | 29,69            | 1 124 (2014)                      | 38                 |
| Rougegoutte           | 90088      | Rougegouttois | 8,07             | 1 010 (2014)                      | 125                |
| Vescemont             | 90102      | Vescemontois  | 7,05             | 767 (2014)                        | 109                |

## Administration

### Conseil communautaire
Le conseil communautaire est composé de 24 délégués issus de chacune des communes membres.

### Présidence
La communauté de communes est présidée par Daniel Roth.
| Période                                  | Période          | Identité    | Étiquette | Qualité          |
| ---------------------------------------- | ---------------- | ----------- | --------- | ---------------- |
| 2001                                     | 31 décembre 2016 | Daniel Roth | PS        | Maire de Lepuix. |
| Les données manquantes sont à compléter. |                  |             |           |                  |

## Compétences
- Assainissement collectif et non collectif
- Collecte et traitement des déchets des ménages et déchets assimilés
- Création, aménagement, entretien et gestion de zone d'activités industrielle, commerciale, tertiaire, artisanale ou touristique
- Action de développement économique (Soutien des activités industrielles, commerciales ou de l'emploi, Soutien des activités agricoles et forestières...)
- Tourisme
- Construction ou aménagement, entretien, gestion d'équipements ou d'établissements culturels, socioculturels, socioéducatifs, sportifs
- Activités périscolaires
- Activités culturelles ou socioculturelles
- Schéma de secteur
- Plans locaux d'urbanisme
- Création et réalisation de zone d'aménagement concertée (ZAC)
- Aménagement rural
- Création, aménagement, entretien de la voirie
- NTIC (Internet, câble...)

## Autres adhésions
- Syndicat mixte des transports en commun du Territoire de Belfort
- Syndicat mixte interdépartemental du Ballon d'Alsace
- Syndicat mixte chargé de l'élaboration, du suivi et de la révision du schéma de cohérence territoriale

### Sources
- Le SPLAF (Site sur la Population et les Limites Administratives de la France)
- La base ASPIC